# Elk Creek (Kentucky)
Elk Creek – jednostka osadnicza w Stanach Zjednoczonych, w stanie Kentucky, w hrabstwie Spencer.